# Universitat Comenius de Bratislava
La Universitat Comenius de Bratislava (eslovac:Univerzita Komenského v Bratislave) és la universitat més gran d'Eslovàquia, i té la majoria de les seves facultats a Bratislava. Va ser fundada el 1919, poc després de la creació de Txecoslovàquia. El seu nom el pren de Jan Amos Comenius, un filòsof txec del segle xvii.
El 2006, la Universitat Comenius tenia més de 30.000 estudiants i 2000 membres de personal. Com la majoria d'universitats d'Eslovàquia, és finançada majoritàriament pel govern. Encara que durant anys hi ha hagut plans per establir taxes per a la universitat als estudiants eslovacs, el maig de 2005 el darrer intent va fracassar, en no obtenir prou suport al Parlament.

## Història
La universitat Comenius es va fundar l'any 1919 amb l'ajuda de l'antiga Universitat de Praga. Va reemplaçar una universitat hongaresa ubicada a Bratislava des de 1914. Molts catedràtics de la recent fundada universitat, incloent-hi el primer rector, el catedràtic Kristian Hynek, eren txecs, atès que en aquell moment a Eslovàquia no hi havia prou parlants d'eslovac amb educació superior que poguessin exercir de professors universitaris. Tot i les dificultats financeres, de personal i d'espai, la universitat va desenvolupar programes de docència i recerca. La facultat de medicina obrí el 1919, i va ser ràpidament seguida per les facultats de dret i filosofia el 1921. La facultat de filosofia, a part d'oferir programes en humanitats i ciències socials, també formava els professors d'institut que tant necessitava el país. .
El 1937 s'obrí al centre de Bratislava un nou edifici per a les facultats de Dret i Filosofia. L'edifici inclou un "hall" emprat per a les cerimònies de graduació i altres funcions formals.
Durant la Segona Guerra Mundial, Eslovàquia esdevingué república, si bé en realitat es trobava sota la dominació de l'Alemanya nazi. El govern va reduir la llibertat acadèmica a la universitat, i els professors txecs van ser obligats a marxar. La universitat va ser reanomenada Universitat Eslovaca l'any 1939, si bé el nom original es va restituir el 1954. La facultat de ciències obrí el 1940 i la facultat de teologia catòlica el 1941. Poc després de la guerra, el 1948, els comunistes van arribar al poder a Txecoslovàquia, i imposaren la ideologia del marxisme-leninisme a les universitats txecoslovaques, i van eliminar les llibertats acadèmiques. El ministeri d'educació va agafar les regnes de la facultat catòlica de teologia.
Tanmateix, la universitat seguí creixent, i noves facultats van ser creades (majoritàriament per la segregació de les facultats existents):
Facultat de Magisteri el 1946
Facultat de Farmàcia el 1952
Facultat d'Educació física i Esports e 1960
Facultat de Medicina de Martin el 1969
Facultat de Matemàtiques, Física i Informàtica el 1980
Després de la revolta anticomunista de 1989, la revolució de vellut, la universitat creà un autogovern democràtic, i els cursos obligatoris de marxisme foren abolits. Les facultats catòlica i evangèlica de teologia van unir-se a la universitat.
La transformació d'Eslovàquia en una economia de mercat, va crear la necessitat de professionals en gestió d'empreses i ciències econòmiques. A conseqüència d'això, la universitat fundà les facultats de gestió el 1991 i la facultat de ciències socials i econòmiques el 2002. L'any 2000, es va establir el sistema europeu de transferència de crèdits, per tal de millorar la mobilitat dels estudiants.

## Llista de facultats
- Facultat de Medicina
- Facultat Jessenius a Martin
- Facultat de Farmàcia
- Facultat de Dret
- Facultat de Filosofia
- Facultat de Ciències Naturals

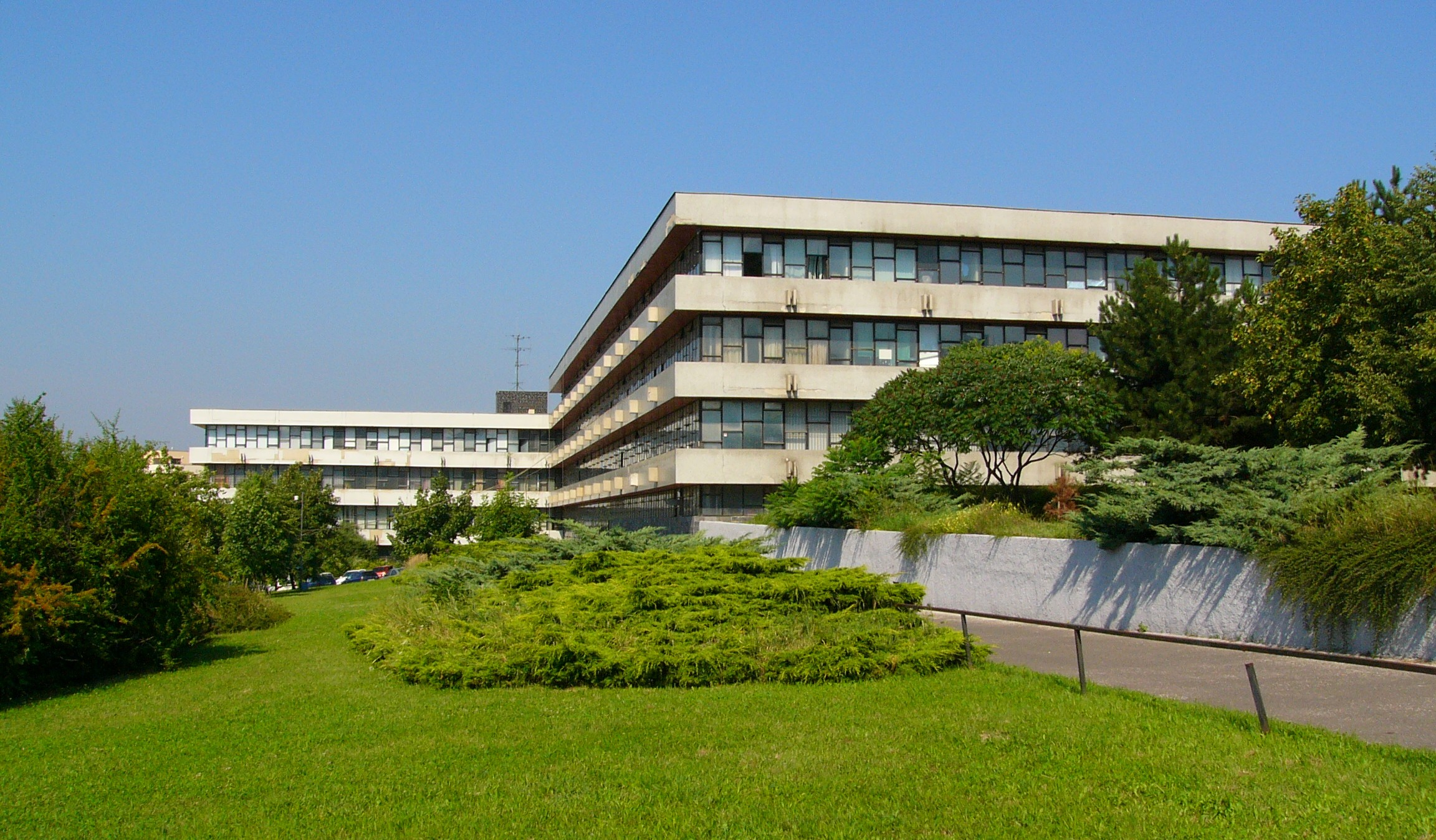
Edifici de la facultat de Matemàtiques, Física i Informàtica

- Facultat de Matemàtiques, Física i Informàtica
- Facultat d'Educació física i Esports
- Facultat de Magisteri
- Facultat de Gestió
- Facultat de ciències socials i econòmiques
- Facultat de teologia evangèlica
- Facultat de teologia catòlica Ciril i Metodi